# Dendromus mesomelas
Dendromus mesomelas é uma espécie de roedor da família Nesomyidae.
Pode ser encontrada em Botswana, República Democrática do Congo, Quénia, Malawi, Moçambique, Namíbia, África do Sul, Tanzânia e Zâmbia.
Os seus habitats naturais são: regiões subtropicais ou tropicais húmidas de alta altitude, savanas áridas, matagais mediterrânicos, e campos de altitude subtropicais ou tropicais.